# The U.S. Albums
The U.S. Albums is een boxset van de Britse band The Beatles. Op de boxset staan alle albums die de band tussen 1964 en 1970 enkel in de Verenigde Staten heeft uitgebracht. De boxset werd uitgebracht op 21 januari 2014 ter gelegenheid van de vijftigste verjaardag van zowel het eerste bezoek van The Beatles aan Amerika en van het eerste Amerikaanse album van de band, Meet The Beatles!
De boxset bevat dertien door Capitol Records uitgebrachte albums. Acht van deze albums werden eerder uitgebracht op deel 1 en deel 2 van The Capitol Albums. Op de boxset staan mono- en stereoversies van alle albums, met uitzondering van The Beatles' Story en Hey Jude. Daarnaast verschenen Yesterday and Today en de Amerikaanse versies van A Hard Day's Night en Revolver voor het eerst op cd. De albums Sgt. Pepper's Lonely Hearts Club Band, Magical Mystery Tour, The Beatles ("White Album"), Yellow Submarine, Abbey Road en Let It Be zijn niet op de boxset te vinden, aangezien de Britse en Amerikaanse versies van deze albums hetzelfde waren.
De boxset behaalde wereldwijd een aantal hitlijsten. Het behaalde het meeste succes in Duitsland, waar het tot plaats 29 kwam. In Nederland werd de negentigste plaats in de Album Top 100 bereikt.

## Albums
| #  | Album                            | Releasedatum     |
| -- | -------------------------------- | ---------------- |
| 1  | Meet The Beatles!                | 20 januari 1964  |
| 2  | The Beatles' Second Album        | 10 april 1964    |
| 3  | A Hard Day's Night               | 26 juni 1964     |
| 4  | Something New                    | 20 juli 1964     |
| 5  | The Beatles' Story               | 23 november 1964 |
| 6  | Beatles '65                      | 15 december 1964 |
| 7  | The Early Beatles                | 22 maart 1965    |
| 8  | Beatles VI                       | 14 juni 1965     |
| 9  | Help! (Amerikaanse versie)       | 13 augustus 1965 |
| 10 | Rubber Soul (Amerikaanse versie) | 6 december 1965  |
| 11 | Yesterday and Today              | 15 juni 1966     |
| 12 | Revolver (Amerikaanse versie)    | 8 augustus 1966  |
| 13 | Hey Jude                         | 26 februari 1970 |